# 北戴河近代建筑群
北戴河近代建筑群，位于河北省秦皇岛市北戴河区，包括多个全国重点文物保护单位、秦皇岛市文物保护单位等。

## 简介
北戴河近代建筑群位于秦皇岛市北戴河区海滨。1893年，在兴建天津至山海关（又称“榆关”）的津榆铁路时，英国籍铁路工程师金达发现铁路附近的北戴河村以南不远的海滨风景秀丽、潮平沙软，适合避暑。当年，金达自己在海边高地建木屋避暑办公，并建议在北戴河村西设火车站，还在北京、天津广泛宣传，吸引了许多中外人士来北戴河避暑度假。次年，津榆铁路建成，英国人史德华建了北戴河第一栋石木结构的别墅。此后数年，在北戴河兴建了一批洋别墅。1898年清政府宣布北戴河为“各国人士避暑地”。为免列强强租强占，清政府1898年辟秦皇岛为自开通商口岸，为限制外国人活动范围而划定“戴河以东至金山嘴沿海向内三里，及往东北至秦皇岛对面为各国人士避暑地，准中外人杂居。”此后更多外国传教士及外国商人、官员到北戴河海滨购地建屋，并成立各类自治组织，插手地方行政。
1916年，朱启钤初到北戴河，次年在联峰山南为自己建造一栋中式风格的别墅“蠡天小筑”。朱启钤见外国势力在北戴河“几有喧宾夺主之势”，便联络北京、天津的中国上层人士，在1919年成立地方自治团体北戴河海滨公益会，“保护主权，规划市政，管理避暑区之行政事宜。”
到1920年代，北洋政府达官显贵的别墅成为北戴河更具代表性的建筑。当时流传的民谚说“吴家楼，段家墙，霞飞馆的大草房”，分别指当时北戴河最豪华的别墅“吴鼎昌楼”，段芝贵别墅以花岗岩毛石砌成的数百米围墙，以及北戴河第一座公园“莲花石公园”内的霞飞馆（咖啡馆）。
1917年在北戴河修建中国第一条旅游铁路支线后，北戴河进入繁荣时期，七年间增建别墅273幢。加上以前三十余年建的253幢，到1924年北戴河海滨拥有中外别墅526幢，其中中国人的别墅占四分之一；此后24年间，又新建别墅193幢，其中中国人的别墅占一半。这些建筑分布在北戴河海滨从西联峰山到鸽子窝的沿海，总面积18平方公里，建筑风格大多属于西式别墅。1948年中国人民解放军占领北戴河时统计，北戴河有719栋别墅，建筑面积近30万平方米，其中483栋是外国人别墅，涉及20余个国家。北戴河别墅区也是中国四大近代别墅区中外国人别墅最多的一个。719栋别墅里，中国236幢，美国137幢，英国127幢，俄国50幢，德国55幢，日本27幢，法国10幢，比利时20幢，意大利9幢，加拿大7幢，奥地利8幢，希腊7幢，丹麦2幢，西班牙1幢，瑞士7幢，爱尔兰1幢，挪威1幢，韩国1幢，波兰2幢，无国籍1幢。到1955年，北戴河兴建疗养院时，由人民政府接收和代管的别墅尚有528座。这些别墅多由德国工程师魏迪锡、奥地利工程师罗尔夫·盖苓设计，建造者都是中国人，以草厂村建筑包工头阚向舞最有名。
这些别墅结构讲究“上空、下空”，风格多为“红顶、素墙、大回廊”，位置多依山傍海，舒适优雅，与自然和谐。关于“红顶”，北戴河别墅屋顶以欧式建筑坡屋顶为主，包括单坡顶、双坡顶，细部沿袭了维多利亚式建筑风格，顶覆红漆铁皮瓦，展现了浪漫主义艺术风格，故称“红顶”。
截至2013年，北戴河近代别墅仅剩110多栋。数量锐减的原因除了自然侵蚀、残毁、地震等之外，大部分是改革开放初期因游客数量剧增，有些疗养院等单位鉴于老别墅占地面积大、建筑面积小、可使用客房少等因素而将其拆除，新建了一批体量大的休疗建筑。
保留下来的老别墅里，不少经内部改装用于接待住宿，有的被改成标准间租给游客，也有的作为高端旅游接待整租，还有部分老别墅被改造成餐厅、酒吧等。2000年代，北戴河曾尝试开发名人别墅游，但未能做起来，原因之一是老别墅在中华人民共和国成立后被许多单位接收和购买，产权不一导致各单位保护利用的目的很难协调一致。
2004年3月，北戴河区出台《北戴河近代建筑保护规定》，同时公布64处近代建筑为秦皇岛市北戴河区文物保护单位。2004年10月，秦皇岛市人民政府公布23处近代北戴河建筑为秦皇岛市文物保护单位。2004年，北戴河开始着手老别墅申报第六批全国重点文物保护单位预备工作。2006年5月，国务院公布以老别墅为主的20幢建筑组成的“北戴河近代建筑群”为第六批全国重点文物保护单位（包括五凤楼5幢、乔和别墅、汉纳根别墅、东岭会教堂、布吉瑞别墅、王振民别墅、徐世章别墅、东金草燕别墅、常德立别墅、来牧师别墅、白兰士别墅、张学良楼、吴鼎昌楼、段芝贵楼、海关楼、八贝楼）。此后，五凤楼、瑞士小姐楼、东金草燕别墅、东岭会教堂、白兰士别墅等老别墅和近代建筑陆续获得保护修复。
北戴河区在加强文物保护的同时，还开拓了“文化创意产业基地”、“总部经济”，吸引知名大公司将总部设在这里。2006年，北戴河区租用北京工人疗养院的五凤楼，经装修改造，启动文化创意产业园建设工程，截至2010年代初，园区内五栋别墅分别入驻五家企业。截至2010年代初，已通过改造东金草燕别墅、王瑞书别墅、雍剑秋别墅等，招揽了一批大型企业将总部设在北戴河。
2008年起，北戴河区连续多年实施街区景观改造工程。到2016年，区内46条道路和2个片区的改造工程完工，改造923栋建筑，超6成道路街区景观改造完成。分别打造了北欧风情海宁路、新时代德式风情联峰路、欧式建筑风格海北路、英伦都铎式建筑风格鸽赤路、法式新古典主义风格刘赤路、欧式风情中海滩路。北戴河最早改造的保二路已成为地标，50米街区集观光、购物、餐饮、娱乐于一体。与其隔路相望的石塘路步行街充满德国罗尔非期大街的氛围，是中国北方最大的珍珠批发市场。同时该区建成“五凤楼文化创意产业园区”，“雍剑秋别墅文化创意产业园区”和“沈钧儒、何香凝别墅文化创意产业园区”。

## 名录
北戴河近代建筑群主要包括：
- 五凤楼：又称平安公司别墅，2006年列入第六批全国重点文物保护单位“北戴河近代建筑群”[6][5]。旧门牌是草厂西路15至19号[5]。建于1920年代，由5栋别墅组成，5栋别墅风格统一又略有不同。欧式建筑风格，建筑面积1960多平方米，平面为长方形，坐北朝南，地下一层，地上一层，毛石基础，砖砌墙体，木质梁架，铁瓦屋顶。为防潮而建的地下室，高台阶，用来遮阳的宽敞外廊，红色铁瓦顶，百叶窗等，具有典型的北戴河近代建筑特色。别墅是民族企业家周学熙次子周志俊与美国律师爱温斯1928年在天津合办的中华平安公司设计建造，传说是周志俊为其五个女儿建造的别墅，当地人称“五凤楼”。平安公司在美国注册，周志俊任董事长，以经营天津和北戴河海滨房地产出租业务为主，并兼营美商美亚保险公司在华业务。1937年，爱温斯病逝，其股份由公司买进。因当时洋股仅占5%，为保持美商注册关系，从华股中拨出16%，由美国律师樊克令、东伯利分别出面代表，故洋股表面上仍达21%。平安公司在北戴河海滨经营房地产20多年。1948年，中国人民解放军相继攻占秦皇岛、天津，平安公司美方代表东伯利于1949年11月离华回国，委托中方代表周新如为代理人。1952年5月7日，东伯利的代理人周新如登报声明放弃平安公司在北戴河的14幢楼房别墅的所有权，1953年7月17日经中央人民政府外交部商政务院财政经济委员会批准，将这批房产移交天津市管理。1953年8月11日，中央人民政府秘书厅批准将原平安公司在草场西路15、16、17、18、19号五幢别墅拨给北京市总工会，作为劳模休养院。在此基础上成立了北京市工人北戴河疗养院[3]。2010年代正由北京市工人北戴河疗养院北区使用。
- 原天津正兴德茶庄：保护级别不详。位于草厂西路11号。天津正兴德茶庄位于天津北马路1号，始建于清朝乾隆三年（1738年），原名“正兴茶铺”，是天津的百年老店。
- 德国·老起士林别墅：保护级别不详。位于草厂西路[7]。
- 比利时·吉由木别墅：又称六国饭店旧址，秦皇岛市北戴河区文物保护单位[5]。位于北岭路13号（旧门牌是北岭路4号[5]）。六国饭店1933年由比利时人吉由木建造，当时各国驻华公使、官员及上层人士常在此住宿、餐饮、娱乐，成为达官贵人聚会场所。2010年代正由国土资源部北戴河干部教育中心使用。
- 德国·陶靠夫别墅：秦皇岛市文物保护单位。旧门牌是北岭路8号[5]。2010年代正由国土资源部北戴河干部教育中心使用。
- 西班牙·阿法拉携夫别墅：已由文化行政管理部门登记公布为近代建筑，尚未核定为文物保护单位。旧门牌是北岭路10号[5]。建于1917年，建筑面积382.07平方米。阿法拉携夫是西班牙人。2010年代正由国土资源部北戴河干部教育中心使用。
- 徐世章别墅：又称雍剑秋别墅、徐世昌别墅（晚晴轩）、李四光休养楼。2006年列入第六批全国重点文物保护单位“北戴河近代建筑群”[5]。旧门牌是北岭路14号[5]。地处联峰山东南麓的林中，占地22.717亩，建筑面积575.99平方米。晚清时由德国人建造，建筑式样原为纯西洋式，转卖给中华民国时期大军火商雍剑秋后略加修改，成为中西合璧式。中华民国初期，雍剑秋任德商礼合洋行和捷成洋行买办，推销军火。雍剑秋到北戴河购地建别墅，曾和朱启钤参与创办北戴河海滨自治公益会，成为该会发起人之一，并与张文孚、朱启钤成为公益会捐款最多的三人。据不完全考证，雍剑秋在北戴河先后购买和建造三座别墅，北岭路14号别墅是其中之一。（另两处分别位于刘庄和东山，雍剑秋约在1918年底花8000元从朱启钤手中购得刘庄附近别墅一座，后来雍剑秋在东山另建别墅，将刘庄别墅赠给朱启钤五女儿朱湄筠。）后来雍剑秋将北岭路14号别墅出售给徐世章。据说徐世章花重金购得后曾给哥哥徐世昌作为别墅晚晴轩。徐世章五女儿徐绪玲在该别墅居住时，与朱启钤四孙朱文榘相爱后结婚。1953年初，徐世章家属将该别墅出售给新建的地质部疗养院（后来为地质矿产部疗养院）。1953年6月18日，地质部党组向周恩来报告：“李四光部长因患动脉硬化症，曾在协和医院休养过一星期，准备天热时去青岛或北戴河休养。”周恩来批示到北戴河休养。同年夏，李四光到北戴河住在该别墅，病情很快好转，常在联峰山上及海边散步，考察地质构造，拍摄了联峰山花岗片麻岩山体构造照片，将在海滩搜集的砾石送回北京测量放射性，从中发现了具开采价值的独居石、绿帘石等。李四光还将成果介绍给在海滩上遇见的朱德、李富春，次日朱德特邀李四光同游联峰山，在联峰山龙山景区岩石旁，朱德、李富春听李四光讲解了山体构造。1954年夏，李四光第二次来北戴河休养时仍住该别墅，当时他刚完成《旋卷构造及其他有关中国西北部大地构造体系复合问题》论文，在该别墅绘制了《燕山运动以来中国西北部大地构造相发展的综合简图》[8][3]。2010年代该别墅正由国土资源部北戴河干部教育中心（2014年前为国土资源部北戴河疗养院）使用。
  - 雍剑秋在北戴河的其他遗迹：1923年由雍剑秋捐资、公益会修建的“剑秋路”南起西经路，北向鸡冠山方向延伸，长541米，平均路宽5米，1979年后改成水泥路面，并南延至西海滩路，北延至联峰山公园北口，全长1200米。北戴河辟为避暑区后，一些达官贵人在此购地建私茔，著名的有朱家坟、卢家坟、雍家坟。雍家坟由雍剑秋在东联峰山东侧购买，原为西式建筑，松柏环绕，雍剑秋1948年病逝天津，后移葬此处。文革期间，坟墓被掘，棺椁被砸，墓室石料被附近农民取走使用，雍剑秋与几位亲属的尸体被抛在野外失踪。如今该墓地仍有一个深2米的墓坑。草厂小学土地原是雍剑秋在北戴河的地产，1935年公益会原会长朱启钤用双桥路9.6亩地换得雍剑秋10亩剑秋路地作为草厂小学校址，校舍1936年7月竣工，定为完全小学，中华人民共和国成立后更名为草厂小学，直到1990年代仍在使用。
- 德国·史娄纳别墅：又称邻峰馆。秦皇岛市文物保护单位。旧门牌是北岭路15号[5]。建于1900年，是德国公使史娄纳的私人别墅，有典型的德国建筑风格。2010年代正由国土资源部北戴河干部教育中心使用。
- 德国·史娄纳别墅（黑楼）：秦皇岛市北戴河区文物保护单位。旧门牌是北岭路15号[5]。
- 詹宗增别墅：又称詹氏公主楼。秦皇岛市文物保护单位。旧门牌是北岭路16号[5]。民国建筑，建筑面积180平方米。该楼从地基到墙体均用赭色花岗岩砌成。据说该别墅是詹宗增为其女儿所建。2010年代正由国土资源部北戴河干部教育中心使用。
- 英国·司鸠别墅：保护级别不详。位于西海滩路2号。司鸠（施交尔）的父亲史德华是最早在北戴河建别墅的外国人之一，司鸠曾任职麦加利银行，又在天津仁记洋行当职员，做过骑马师。现存的该别墅是翻建后的建筑。
- 华俄泰合公司别墅：又称郭沫若休养楼。保护级别不详。位于西海滩路4号。
- 施肇基别墅：保护级别不详。位于西海滩路6号。主人是施肇基。
- 海关楼：2006年列入第六批全国重点文物保护单位“北戴河近代建筑群”[5]。称为“海关楼”的别墅在北戴河有5座，均在临海的西海滩路，分别是西海滩路7、8、10、16、17号[2]。这些楼修建年代不同，其中标有“1903”字样的海关别墅楼是最早的一座，并由此产生了海关胡同，这条胡同并非两侧都是房子，而是指经过海关楼。在标有年号的楼前，从荒草中发现一块“总税务司”界碑，在西海滩10号楼院墙上又发现另一块“总税务司”界碑。海关楼是为接待各级税务司避暑休养而建，而当时清朝的税务司均由外国人担任，“帮办”各口岸海关税务[2]。
- 张学良楼：又称章瑞庭楼、章家楼，2006年列入第六批全国重点文物保护单位“北戴河近代建筑群”[6][5]。位于西山，西经路、西二路附近。建于1920年，建筑面积4500平方米[7]，总面积1050平方米，坐北朝南，是一座西洋式楼房，楼高14米，分为上下两层。楼前院墙有个雕花铁门。庭院内种植花草树木。别墅主人原是天津商人章瑞庭，他和奉系军阀张作霖交情深厚，张作霖暑期到北戴河避暑时都住在章瑞庭的别墅。后来，章瑞庭将这座别墅送给张作霖。1928年张作霖死后，该别墅成为张学良在北戴河的住所。1929年7月初，张学良来北戴河避暑时，在此同赵一荻相会并恋爱。1930年夏，张学良在此接待蒋介石、冯玉祥、阎锡山、汪精卫派来的各路代表，表明了在中原大战中的中立立场，并在此指挥平息马廷福叛变。1932年夏，国联调查团赴中国东北调查九·一八事变真相前，在此进行准备工作，调查结束后在此起草了调查报告书。1937年七七事变爆发后，日本侵占了这座楼房，作为日本在华侵略军最高级军官的疗养院。1945年日本投降时，这里已残破不堪。1949年中华人民共和国成立后，该楼由人民政府接收，于1953年至1954年在保持原貌的基础上大修。1954年，毛泽东首次来北戴河便在此下榻，同年夏季第二次来北戴河时作《浪淘沙·北戴河》[7][2]。
- 吴鼎昌楼：又称吴家楼，2006年列入第六批全国重点文物保护单位“北戴河近代建筑群”[6][5]。位于西山（东联峰山下），西经路51号。建于1919年，建筑面积2500平方米[7]。面海背山，是一座欧式二层建筑，带地下室，整座建筑用花岗岩为墙体，结构严密，有“全地之冠”的美名。原主人是吴鼎昌。由德国工程师卫梯西设计，本地包工头阚向舞施工。当地传说此楼是1916年北洋政府中国银行总裁、财政部次长吴鼎昌用一晚赌博赢的3万银元建造[2]。
- 朱启钤别墅：又称蠡天小筑。保护级别不详。位于西山。建于1917年，建筑面积460平方米[7]。朱启钤自1916年初来北戴河后，每年“暑期必往，岁以为常”，直到1937年抗日战争全面爆发才停止。朱启钤在联峰山购地，于1918年建成一座别墅“蠡天小筑”，并于1923年在别墅附近选了块吉地作为朱家茔地，准备死后葬此。1964年朱启钤病逝后，有关部门曾问其家属子女是否仍按其遗愿葬在北戴河茔地，答复是“老人生前另有准备”，故未坚持葬在北戴河茔地。后经周恩来批准，遗体葬在八宝山革命公墓。为表彰朱启钤开发北戴河和对文化建设的贡献，经中共中央办公厅、国务院办公厅批准，由朱氏海内外亲友集资，1999年7月在北戴河联峰山朱家坟内建起“蠖公亭”，亭内立朱启钤半身铜像一座。
- 意大利·齐亚诺别墅：保护级别不详。位于西四路6号。意大利大使加莱阿佐·齐亚诺（墨索里尼女婿）曾住此楼。
- 庄家楼：保护级别不详。位于西山，西经路北侧20亩松林中。建于1916年，建筑面积1328平米。房主庄乐峰是天津煤炭承包商，主销枣庄中兴煤矿和开滦煤矿生产的煤炭。庄乐峰是在第一次世界大战后从德国人手中买下该楼。庄乐峰在北戴河有许多产业，北戴河的“乐峰路”便以其名字命名。
- 聂家楼：保护级别不详。位于西经路61号。主人是聂雨南，曾投资开滦煤矿、启新洋灰厂等企业。
- 段芝贵楼：2006年列入第六批全国重点文物保护单位“北戴河近代建筑群”[5]。位于西经路68号。建于1918年。段芝贵作为陆军总长来北戴河时要带许多随从侍卫，于是段芝贵在原别墅西南约1公里处的西经路68号建起一座有21个房间、建筑面积1348.8平方米的两层大楼别墅，又在大楼西北建了座小楼，作为家庭教师授读及随从住所。段芝贵的该别墅为德国建筑设计师魏迪锡设计，当地包工头阚向舞施工。1925年段芝贵病逝，遗嘱将该别墅连同土地赠给其日本友人玉井立三郎，后玉井立三郎又转赠给天津日本居留民团。1945年日本投降后被国民政府收归国有。
- 八贝楼：2006年列入第六批全国重点文物保护单位“北戴河近代建筑群”[5]。位于西山。原为德国人八贝所建，2010年代正由中共中央直属机关事务管理局北戴河管理处使用。占地16亩，房基面积3亩，建筑面积1534.36平方米。建筑地下一层，地上二层，砖木结构。
- 穆竹孙别墅：秦皇岛市文物保护单位。旧门牌是西经路116号[5]。
- 希腊·司比瑞狄斯别墅：秦皇岛市北戴河区文物保护单位。旧门牌是西经路141号。司比瑞狄斯是希腊人。2000年代正由国家机关事务管理局北戴河服务局使用[5]。
- 德国·起士林别墅：保护级别不详。位于西经路94号。德国人威廉·起士林（W. Kiessling）原是德国皇帝威廉二世的御厨，做点心最拿手。1900年随八国联军来华，在军队里主厨。退役后留在天津，经人介绍给袁世凯家做西餐厨师。袁世凯本来不吃西餐，仅在接待外国人时才用起士林做西餐。但袁世凯长子袁克定常以西餐招待亲友。起士林乃成袁克定专用厨师。1912年，起士林在北戴河海滨购地建起两栋别墅，即今中国铁路疗养院17号楼及原西经路131号。此后他年年来此避暑，并在自己别墅里办起西式糕点加工厂，出售牛奶及西式面包糕点，生意红火，游客及北戴河各大饭店纷纷购买。后来起士林在今西经路94号租地建起一栋豪华别墅[7]。
- 德国使馆楼（2栋）：又称德国府。保护级别不详。位于西经路49号。建于1902年，一战后德国为战败国，此楼被接管。1932年国联调查团到中国东北调查九·一八事变真相时，团长英国人李顿和美国代表各住一栋楼。中华人民共和国成立后收归有关部门。
- 蒙古达尔罕王别墅：保护级别不详。位于西经路50号。
- 王郅隆别墅：保护级别不详。位于西经路56号。王郅隆是天津大粮商，皖系安福俱乐部成员，1923年死于日本关东大地震。王郅隆别墅是最早由中国人在北戴河建造的高级别墅。王郅隆别墅被当地人俗称为王家大楼，与吴家大楼均为当时赌博的主要场所。王郅隆别墅现已重建。
- 海滨公益会事务所：保护级别不详。位于西经路。1916年朱启钤首次到北戴河，号召在海滨避暑的中国上层人士创办地方自治公益会。公益会的成立有效制止了外国人霸占海滨的企图。在朱启钤领导下，公益会为社会做了不少实事。一是募捐，朱启钤每年捐1000元；二是修桥筑路，修筑的公路有东经路、西经路等36条干线、支线。三是设医院，朱启钤在西山事务所东北以公益会名义利用德兵旧营房筹建“莲蓬医院”。四是兴办教育，朱启钤将每年获利息114元补助刘庄国民小学。五是开辟莲花石公园。六是引进树种兴建苗圃，1919年8月起朱启钤在此建10亩苗圃，培育银杏、罗汉松、马尾松、合欢树等苗木，以绿化道路和公园。七是整修名胜古迹。八是加强海滨管理。
- 俄国·崔古柏夫别墅：又称蔡畅、杨之华休养楼。2004年3月4日公布为秦皇岛市北戴河区文物保护单位。旧门牌是保一路4号[5]。崔古柏夫是俄国人。2010年代时正为中国煤矿工人北戴河疗养院11号部长楼。
- 俄国·崔古柏夫别墅（北院）：秦皇岛市北戴河区文物保护单位。旧门牌是西经路136号[5]。
- 顾维钧别墅（1）：秦皇岛市北戴河区文物保护单位。旧门牌是中海滩路1号，中海滩宾馆院内[5]。建于1905年[7]（一说建于1925年），建筑面积472.78平方米。欧式建筑，分为两层，底层是地下室，平面呈椭圆形，四面围廊呈封闭状，白墙红瓦。顾维钧任外交总长等职务的20年间，1920年代和1930年代，顾维钧、黄惠兰夫妇每年暑期都来此休养。《顾维钧回忆录》中说：“那时，每逢夏季，我经常在星期五晚上去北戴河休周末。”“我在北戴河休假，很喜欢游泳和钓鱼。”1930年夏季中原大战期间，汪精卫的反蒋派中要人陈公博和郭泰祺来此拉拢顾维钧反蒋，参加筹划中的阎锡山任主席，汪精卫任行政院院长的政府，并许诺顾维钧任外交部长，被顾维钧当即拒绝，并强调新政府不会获民众支持和列强承认。陈公博请顾维钧到北平与汪精卫面谈。次日，顾维钧、陈公博等离北戴河到北平，在北平火车站受到汪精卫、阎锡山、冯玉祥欢迎。随即汪精卫在其公馆向顾维钧谈了计划，顾维钧说：“就我个人而言，我暂时还不愿意卷入政治，北京太热了，我还是回北戴河去。”后组织新政府的计划无果而终。1931年夏，在此避暑的顾维钧鉴于日本捏造的“中日300件悬案”及日军在中国东北连续挑衅的动态，对来避暑的张学良秘书长王树翰、奉天省省长臧式毅等官员谈到形势紧迫，并写一封信加急送张学良，两天后张学良打来电话，并派专机从赤土山机场接顾维钧到北平面谈。但张学良未对日军采取防范措施。顾维钧当天返回北戴河别墅，不久发生九一八事变。1932年国联调查团先到北平会见张学良，张学良指示在北戴河为调查团提供办公场所，由国民政府代表顾维钧接待，顾维钧带领“观察团”与国联调查团一起在北戴河做准备工作后，赴沈阳等东北地区调查[3]。2002年进行了整修。2003年7月以来接待普通游客。2010年代正作为中海滩宾馆36号楼。
- 顾维钧别墅（2）：秦皇岛市北戴河区文物保护单位。旧门牌是中海滩路1号，中海滩宾馆院内[5]，顾维钧别墅1号的旁边，是小型的日式别墅，建筑面积56.65平方米。
- 英国·根纳弟夫人别墅：又称黄炎培休养楼。2004年3月4日公布为秦皇岛市北戴河区文物保护单位。旧门牌是中海滩路2号[5]。民国建筑，建筑面积426.61平方米。根纳弟夫人是英国人。2010年代是中海滩宾馆33号楼。
- 何文境别墅：秦皇岛市北戴河区文物保护单位，旧门牌是中海滩路3号[5]。民国建筑，建筑面积502.5平方米。2010年代是中海滩宾馆34号楼。
- 比利时·狄西叶别墅：2004年3月4日公布为秦皇岛市北戴河区文物保护单位。旧门牌是中海滩路4号[5]。民国建筑，建筑面积554.83平方米。狄西叶是比利时人。2010年代正由中海滩宾馆使用。
- 英国·王木孙别墅：秦皇岛市北戴河区文物保护单位，旧门牌是保一路9号[5]。2010年代正由中海滩宾馆使用。
- 英国·德辅郎别墅：2004年3月4日公布为秦皇岛市北戴河区文物保护单位。旧门牌是保一路10号[5]，中海滩宾馆院内。民国建筑，建筑面积343.56平方米。与顾维钧别墅相邻。别墅后面有一株古杏树，树龄到21世纪初已达200年。德辅郎是英国人。2010年代正由中海滩宾馆使用。
- 德国·斯牧师别墅：已由文化行政管理部门登记公布为近代建筑，尚未核定为文物保护单位。旧门牌是中海滩路12号。2000年代正由国家机关事务管理局北戴河服务局使用[5]。
- 美国·范克令别墅：秦皇岛市北戴河区文物保护单位。旧门牌是中海滩路13号[5]。
- 希腊·吉利阿吉利别墅：已由文化行政管理部门登记公布为近代建筑，尚未核定为文物保护单位。旧门牌是中海滩路17号[5]。
- 许秀琳别墅：又称松涛别墅。秦皇岛市北戴河区文物保护单位。旧门牌是保二路11号[5]。由浙江宁波人许秀琳建于1913年。2010年代正由天津市老干部北戴河休养所使用。
- 俄国·罗克文别墅（Roxwen Villa）：秦皇岛市北戴河区文物保护单位。旧门牌是保三路3号，位于保四路和保三路之间。建于1920年，建筑面积258.34平方米。罗克文是俄国人。2000年代正由北戴河交通疗养院使用[5]。
- 美国·陶牧师别墅：又称陶通伯别墅[5]。2004年10月22日公布为秦皇岛市文物保护单位。位于东经路124号起士林大饭店内。民国建筑，建筑面积120平米。2010年代正由起士林大饭店西餐厅使用。门口有棵油松，1958年暑期周恩来曾在起士林大饭店此树下就餐，朱德、刘少奇、任弼时、邓小平、邓颖超、王光英、王光美、彭德怀、刘伯承、陈毅、贺龙、罗荣桓、徐向前、聂荣臻、叶剑英、胡耀邦、李瑞环、杨尚昆、钱学森、郭沫若等领导或名人以及100多个国家政要、外交使节、国际友人等都曾在此树下驻足、休憩用餐。
- 德国·汉纳根别墅：2006年列入第六批全国重点文物保护单位“北戴河近代建筑群”[6][5]。旧门牌是保四路7号，今公安部北戴河办事处院内[5]，建筑面积1385.34平方米。汉纳根生于1855年，是德国陆军大尉，也是中国海关税务司德璀琳的长婿，曾于光绪三十年（1904年）刊行“红皮书”，建议北戴河仿照上海、天津、广州、汉口等租界办法，设立工部局、巡捕房。他把别墅建在北戴河海滨中部距海滩不到100米的临海高地，楼基占地1100余平方米，左侧有条深沟，别墅傍沟而建，从西面和南面看是二层，从北面和东面看是三层，底层为宽敞的地下室，向东的一面有一排拱形门洞。别墅原有20个房间，南向的房间可吹进凉风、听见海涛。
- 龚立民别墅：已由文化行政管理部门登记公布为近代建筑，尚未核定为文物保护单位。旧门牌是保六路2号[5]。
- 高兴樵别墅：保护级别不详。位于中海滩路（又作保六路3号）。建于1920年，建筑面积760平方米[7]（一说建筑面积508平方米）。地处国家机关事务管理局北戴河服务局的海滨度假村。为罗马式建筑，拱券形门窗，厚石墙体。原房主是中国人高兴樵，为井陉煤矿津保售煤处总经理，德国人汉纳根买办。中华人民共和国成立后，十世班禅多次在此居住，俗称“班禅楼”。
- 美国·戴维森别墅：又称张治中休养楼。秦皇岛市文物保护单位。旧门牌是中海滩路16号[5]。民国建筑，建筑面积657.51平方米。
- 美国·高厚儒别墅：秦皇岛市北戴河区文物保护单位。旧门牌是安一路1号。2000年代正由北戴河交通疗养院使用[5]。
- 美国·谢卫楼别墅：保护级别不详。位于安一路。谢卫楼（Devello Zelotos Sheffield，1841年—1913年）是美国公理会传教士，在华传教40多年，历任通州潞河书院、华北协和大学校长，编译《心灵学》、《理财学》、《政治源流》、《神道要论》等。
- 美国·甘德夫人别墅：秦皇岛市文物保护单位[5]。位于安一路9号（旧门牌是安三路7号[5]）。建于20世纪初，欧式建筑风格，建筑面积374.3平方米。甘德夫人是美国人。2010年代正由中华全国总工会北戴河疗养院使用。
- 瑞士·乔和别墅（Joehee Villa）：又称瑞士小姐楼。2006年列入第六批全国重点文物保护单位“北戴河近代建筑群”[9][5]。位于安二路2号（旧门牌是安二路5号[5]），今水利部北戴河疗养院内。建于1920年代，为欧式堡垒建筑，总占地面积约6000平方米，建筑面积1062平方米，建筑物高11米，坐北朝南，平面为不规则长方形，地上两层，地下一层，毛石基础，墙体是砖砌水刷石贴面，局部是毛石垒砌，木质梁架，铁瓦屋顶。建筑造型独特，占地面积较大，别墅西侧有长廊，别墅附有花园，园内种有花木[1]。中华民国时期，北戴河是驻华外国外交人员休疗避暑地，瑞士驻天津领事乔和在北戴河建造了这幢避暑别墅。因为传说这是乔和为8岁的女儿兴建，所以当地俗称瑞士小姐楼[2]。2010年代正由新华假日酒店使用。
- 英国·陆斯夫人别墅（Mrs Luca's Villa）[註 1]：已由文化行政管理部门登记公布为近代建筑，尚未核定为文物保护单位[5]。位于安二路2号（旧门牌是安二路7号[5]）。建于20世纪初，欧式建筑风格，建筑面积210.11平方米。燕京大学教授、英国人陆斯夫人曾在此居住。2010年代正由新华假日酒店使用。
- 英国·伯利温别墅（Brian Villa）[註 1]：又译柏理温别墅、伯理温别墅。秦皇岛市北戴河区文物保护单位[5]。位于安二路2号（旧门牌是安二路8号[5]）。建于20世纪初，欧式建筑风格，建筑面积323.71平方米。伯利温是英国传教士，曾任北戴河石岭会董事，为北戴河海滨避暑地开发作出了贡献。2010年代正由新华假日酒店使用。
- 俄国·欧西维斯克别墅：秦皇岛市文物保护单位[5]。位于安二路2号（旧门牌是安一路6号[5]）。建于20世纪初。别墅为单层建筑，由对称的两个30平方米的套间组成。红顶、素墙、大阳台，建筑小巧玲珑。2010年代正由新华假日酒店使用。
- 奥地利·白兰士别墅（Blache Villa）：又称马海德别墅。2006年列入第六批全国重点文物保护单位“北戴河近代建筑群”[5]。位于东经路65号（旧门牌是安三路1号[5]）。建于20世纪初，欧式建筑风格，别墅占地面积11亩，建筑面积483.95平方米，平面呈长方形，坐东朝西，地上一层，局部二层，地下一层，毛石基础，砖木结构，木质梁架，铁瓦屋顶，四面环廊，东侧有高台阶。高台、环廊、红屋顶是典型的北戴河老别墅建筑特征。该建筑原为奥地利人白兰士所有，中华人民共和国成立后接待过许多中外友好人士，马海德每次来北戴河都在此居住，故又称马海德别墅。2010年代正由东经路宾馆使用[3]。
- 英国·班地聂别墅（Bandeenium Villa）：秦皇岛市文物保护单位。位于东经路65号（旧门牌是安三路2号[5]）。建于20世纪初，欧式建筑风格，建筑面积535.26平方米。高台、环廊、红屋顶是典型的北戴河老别墅建筑特征。班地聂是英国人。2010年代正由东经路宾馆使用。
- 英国·阿温太太别墅（Madame Avan's Villa）：秦皇岛市文物保护单位。位于东经路65号（旧门牌是安三路8号[5]）。建于20世纪初，欧式建筑风格，建筑面积400.38平方米。宽敞的外廊，红铁瓦屋顶，具有典型的北戴河老别墅建筑特征。阿温太太是英国人。2010年代正由东经路宾馆使用。
- 英国·查克松别墅（Jackson Villa）：秦皇岛市文物保护单位。位于东经路65号（旧门牌是安三路6号[5]）。建于20世纪初，欧式建筑风格，建筑面积485.38平方米。高台建筑，红铁瓦屋顶，具有典型的北戴河老别墅建筑特征。查克松是英国人。2010年代正由东经路宾馆使用。
- 意大利·卡其别墅（Kacki Villa）：秦皇岛市文物保护单位[5]。位于东经路65号（旧门牌是东京路173号[5]）。建于20世纪初，欧式建筑风格，建筑面积521.59平方米。宽敞的外廊，红铁瓦屋顶，具有典型的北戴河老别墅建筑特征。卡其是意大利人。2010年代正由东经路宾馆使用。
- 美国·阿普盖提夫人别墅：已由文化行政管理部门登记公布为近代建筑，尚未核定为文物保护单位。旧门牌是安三路5号。2000年代正由东经路宾馆使用[5]。
- 张隽英别墅：秦皇岛市文物保护单位。旧门牌是黑石路2号[5]。
- 英国·比亚德别墅：已由文化行政管理部门登记公布为近代建筑，尚未核定为文物保护单位。旧门牌是黑石路7号。民国建筑，建筑面积238.32平方米。比亚德是英国人。2000年代正由共青团中央北戴河培训基地使用[5]。
- 英国·克纳地别墅（2幢）：秦皇岛市北戴河区文物保护单位。旧门牌是黑石路12、13号[5]。
- 日本·东金草燕别墅（Tokya Serna Villa）：又称何香凝别墅。2006年列入第六批全国重点文物保护单位“北戴河近代建筑群”[5]。位于东经路5号（旧门牌是东经路240号[5]）。建于1942年，建筑面积440.92平方米，中式硬山加前卷棚式建筑，地上一层，地下一层，砖木结构，带敞开式外廊。原为日本人东金草燕所有，中华人民共和国成立后，1952年该别墅被收归国有。此后何香凝曾多次来此休养，故又称何香凝别墅。2010年代正由黑龙江省北戴河干部疗养院北院使用[3]。
- 王瑞书别墅：又称沈钧儒别墅，秦皇岛市文物保护单位[5]。位于东经路6号（旧门牌是东经路239号[5]）。始建于20世纪初，建筑面积480.81平方米，是具备现代建筑风格的外廊建筑。砖石混合结构，高两层。一层是花岗岩外墙，二层是清水砖外墙。一层正面设外廊，其上为二层的露台。中华人民共和国成立后沈钧儒曾来此休养。2010年代正由黑龙江省北戴河干部疗养院北院使用。
- 美国·马克敦别墅：秦皇岛市北戴河区文物保护单位。旧门牌是安三路9号[5]。
- 美国·马德别墅：秦皇岛市文物保护单位。旧门牌是安四路13号[5]。
- 英国·史高德别墅：保护级别不详。位于东二路3号。民国建筑，建筑面积488.13平方米。史高德是英国人。
- 王振民别墅：2006年列入第六批全国重点文物保护单位“北戴河近代建筑群”[5]。位于东经路196号（旧门牌是东经路4号[5]）。建于1938年，建筑面积220平方米，美式建筑风格，坐北朝南，地下一层，地上一层，毛石基础、墙体，平面为长方形，木质梁架，铁瓦屋顶。前有宽敞外廊，后有围廊，前墙饰有石砌连年有鱼，变形钱纹图案，明柱用毛石垒砌，两侧山墙饰有阶梯式造型，后部屋顶饰有城堡式垛口。别墅东侧有一口百年老井。中华民国时期，别墅归天津的民族资本家王振常、王振民兄弟所有。中华人民共和国成立后，由北京市购得，以该别墅及周边的5幢小楼为基础，建立了后来的北京市北戴河干部休养所。2010年代正由北京市北戴河干部休养所使用。
- 英国·赫博夫人别墅：已由文化行政管理部门登记公布为近代建筑，尚未核定为文物保护单位[5]。位于东经路196号（旧门牌是东二路8号[5]）。是英国赫博夫人暑期休养居住楼。建于1930至1940年代，依海而建，占地面积375平方米，分上、下两层，一层是休息、起居室，二层是阁楼。曾因年久失修而被列为北戴河区抢救保护的老别墅之一。2007年，北京市北戴河干部休养所在中共北京市委办公厅支持下，对该别墅进行了抢救性修缮。2010年代正由北京市北戴河干部休养所使用。
- 法国·进宜雅别墅：又译进宜亚别墅，已由文化行政管理部门登记公布为近代建筑，尚未核定为文物保护单位[5]。位于东经路196号（旧门牌是东二路12号[5]）。民国建筑。进宜雅是法国人。2010年代正由北京市北戴河干部休养所使用。
- 苏联·郭布连次别墅：已由文化行政管理部门登记公布为近代建筑，尚未核定为文物保护单位。旧门牌是东经路1号。2000年代正由天津市使用[5]。
- 梁璜明别墅：秦皇岛市文物保护单位[5]。位于东经路194号（旧门牌是东经路5号[5]）。民国建筑，建筑面积363.6平方米。
- 英国·鲍满基别墅：秦皇岛市文物保护单位。旧门牌是东经路6号。2000年代正由公安部北戴河办事处使用[5]。
- 日本·居池五别墅（1）：秦皇岛市文物保护单位[5]。位于东三路6号（旧门牌是东三路7号[5]）。建于1920年。居池五是日本人，在今东三路6号院内共建有三座别墅，这是其中之一。该座建筑2004年列入北戴河近代名人别墅，2006年经北戴河区文物管理部门批准按原貌翻建。曲格平曾多次在此度假。2010年代正由河北省总工会北戴河工人疗养院使用。
- 日本·居池五别墅（2）：保护级别不详。位于东三路6号。建于1920年。居池五是日本人，在今东三路6号院内共建有三座别墅，这是其中之一。2006年该座别墅翻建后，联合国环境署创始人、曾任联合国副秘书长、世界银行总裁高级顾问的加拿大人莫里斯·斯特朗多次在此度假。2010年代正由河北省总工会北戴河工人疗养院使用。
- 英国·戴维斯别墅：秦皇岛市北戴河区文物保护单位[5]。位于东三路6号。建于1928年。戴维斯是英国人，1936年在北戴河成立第一个马术俱乐部。该建筑1975年按原貌翻建，2004年列入北戴河近代名人别墅。中华人民共和国时期，马海德曾多次在此度假。2010年代正由河北省总工会北戴河工人疗养院使用。
- 英国·怀和谦别墅：保护级别不详。位于东三路6号。建于1898年。怀和谦是英国人。该建筑1975年按原貌翻建，2004年列入北戴河近代名人别墅。1950年代末，作家梁斌在此创作完成了小说《红旗谱》第二部《播火记》。2010年代正由河北省总工会北戴河工人疗养院使用。
- 美国·爱温斯别墅：保护级别不详。位于东三路6号。建于1928年。爱温斯是美国人，1914年在北洋大学法科任教，是知名律师。1928年与中国人周志俊合办平安公司，在北戴河经营房地产。该建筑1975年按原貌翻建，2004年列入北戴河近代名人别墅。2010年代正由河北省总工会北戴河工人疗养院使用。
- 德国·克立本别墅（1）：已由文化行政管理部门登记公布为近代建筑，尚未核定为文物保护单位[5]。位于东三路6号（旧门牌是中海滩路102号[5]）。建于1927年。克立本是德国人，中兴公司枣庄分公司（现枣庄矿业集团）机务处工程师。克立本在今东三路6号院内共建有两座别墅，这是其中之一。该建筑1975年按原貌翻建，2004年列入北戴河近代名人别墅。2006年经当地文物管理部门批准重新修缮。2010年代正由河北省总工会北戴河工人疗养院使用。
- 德国·克立本别墅（2）：保护级别不详。位于东三路6号。建于1927年。克立本在今东三路6号院内共建有两座别墅，这是其中之一。克立本1936年娶枣庄金玉为妻，生一子一女，每年暑期携家人来此避暑，1946年中共军队第一次攻占枣庄时被批准回德国。中华人民共和国时期，汉斯·米勒曾多次在此度假。2010年代正由河北省总工会北戴河工人疗养院使用。
- 奥地利·陶必治别墅（Toebich Villa）：保护级别不详。位于东三路6号。建于1939年。1907年，阿尔伯特·起士林和巴德创办“起士林”，奥地利人陶必治（Robert Toebich）是主要管理者。起士林很信任陶必治，并将妹妹嫁给陶必治。1934年，陶必治和德国人瑞却尔接兑了起士林，二人在天津共同经营起士林大饭店。陶必治擅长经营，先后在南京、北戴河开设起士林分店，专门接待外国元首和达官贵人。该建筑是陶必治的私人别墅。2004年列入北戴河近代名人别墅。2010年代正由河北省总工会北戴河工人疗养院使用。
- 李升伯别墅：秦皇岛市北戴河区文物保护单位。旧门牌是东三路9号[5]。
- 郭忠德别墅：秦皇岛市北戴河区文物保护单位。旧门牌是东三路10号[5]。
- 曹文别墅：2004年3月4日公布为秦皇岛市北戴河区文物保护单位。位于东经路201号（旧门牌是东三路12号[5]）。民国建筑，建筑面积108平方米。2010年代正由天津市北戴河工人疗养院使用。
- 曹锟别墅旧址：保护级别不详。位于东经路201号。始建于1893年。史称“曹锟别墅二号楼”。曹锟曾在此居住。中华人民共和国成立后，经修缮，划归天津工人疗养院。2000年9月8日，北京舞蹈艺术学校成立，学生在此听潮起潮落，故命名“听潮园”。2010年代正由天津市北戴河工人疗养院使用。
- 怡心园别墅：名称不详，保护级别不详。位于东经路201号。2010年代正由天津市北戴河工人疗养院使用。
- 华文学校（Mandarin School）：2004年10月22日公布为秦皇岛市文物保护单位。位于东经路201号（旧门牌是东三路1号[5]）。原是美国华文学校。2010年代正由天津市北戴河工人疗养院使用。
- 东岭会教堂：2006年列入第六批全国重点文物保护单位“北戴河近代建筑群”[6][5]。位于鹰角路7号（旧门牌是鹰角路39号[5]）。始建于1898年，建筑面积250.49平方米。由美国在北戴河的传教组织东岭会建造，是东岭会的教堂。为外廊式建筑，石木结构，地上两层，地下一层。主体由花岗岩砌成虎皮墙面，形成相对封闭的建筑体。屋顶是四坡顶，建筑一角有高出屋面的六角形塔楼，攒尖顶，内部是旋转楼梯。屋面铺杂色石板瓦，是目前北戴河仅存的采用该做法的老别墅。建筑正面设木柱、木棚的外廊空间[3]。2010年代正由河北省北戴河管理局（东山宾馆）使用。
- 美国·来牧师别墅：2006年列入第六批全国重点文物保护单位“北戴河近代建筑群”[5]。位于鹰角路7号（旧门牌是玉溪路8号[5]）。建于20世纪初，建筑面积472.98平方米。为外廊式别墅建筑，石木结构，高一层，另有防潮层。主体由花岗岩砌成虎皮墙面，石柱外廊。屋面铺机制红瓦。建筑正面用铁艺托架支撑。深远挑檐用木肋及窄条木板密排，上面覆瓦。中华人民共和国时期，接待过许多名人。2010年代正由河北省北戴河管理局（东山宾馆）使用。
- 美国·常德立别墅：2006年列入第六批全国重点文物保护单位“北戴河近代建筑群”[5]。位于鹰角路7号（旧门牌是玉溪路7号[5]）。建于20世纪初，欧式建筑风格，别墅占地面积2.1亩，建筑面积418.79平方米，平面为不规则长方形，坐东朝西，地下一层，地上一层，毛石基础、墙体，木质梁架，铁瓦屋顶，东、西侧有高台阶。常德立是美国人。2010年代正由河北省北戴河管理局（东山宾馆）使用，为东山宾馆10号楼。
- 美国·戴维斯别墅（Davis' Villa）：秦皇岛市北戴河区文物保护单位[5]。位于鹰角路7号（旧门牌是鹰角路32号[5]）。建于20世纪初，建筑面积297.5平方米。戴维斯是美国人。2010年代正由河北省北戴河管理局（东山宾馆）使用，为东山宾馆31号楼。
- 美国·赫华尔别墅：已由文化行政管理部门登记公布为近代建筑，尚未核定为文物保护单位。旧门牌是鹰角路2号[5]。
- 英国·牛敦别墅：已由文化行政管理部门登记公布为近代建筑，尚未核定为文物保护单位。旧门牌是鹰角路4号。2000年代为果园[5]。
- 美国·东岭会别墅：已由文化行政管理部门登记公布为近代建筑，尚未核定为文物保护单位。旧门牌是鹰角路4号[5]。
- 英国·斯牧师别墅：秦皇岛市北戴河区文物保护单位。旧门牌是鹰角路17号。2000年代正由国家测绘局北戴河培训中心使用[5]。
- 美国·胡本德别墅：秦皇岛市北戴河区文物保护单位。旧门牌是鹰角路23号[5]。
- 鹰角亭：秦皇岛市北戴河区文物保护单位。位于鸽子窝公园[5]。
- 朝鲜·金得洙别墅：已由文化行政管理部门登记公布为近代建筑，尚未核定为文物保护单位。旧门牌是金山嘴路20号。2000年代正由中国人民解放军第一七八医院使用[5]。后该医院合并组建为中国人民解放军北京军区北戴河疗养院。
- 梁连奎别墅：已由文化行政管理部门登记公布为近代建筑，尚未核定为文物保护单位。旧门牌是金山嘴路21号。2000年代正由中国人民解放军第一七八医院使用[5]。后该医院合并组建为中国人民解放军北京军区北戴河疗养院。
- 英国·司提娄别墅：已由文化行政管理部门登记公布为近代建筑，尚未核定为文物保护单位。旧门牌是康乐路1号[5]。
- 法国·赛克别墅：已由文化行政管理部门登记公布为近代建筑，尚未核定为文物保护单位。旧门牌是康乐路2号[5]。
- 美国·高青礼别墅：已由文化行政管理部门登记公布为近代建筑，尚未核定为文物保护单位。旧门牌是康乐路3号[5]。
- 美国·陶牧师别墅：已由文化行政管理部门登记公布为近代建筑，尚未核定为文物保护单位。旧门牌是康乐路8号[5]。2005年经过了较大改造，原别墅石砌的烟囱及别墅旁的古柳仍保留。2010年代正由友谊宾馆使用。
- 比利时·布吉瑞别墅：又称傅作义别墅。2006年列入第六批全国重点文物保护单位“北戴河近代建筑群”[5]。旧门牌是康乐路11号[5]（康乐路北侧），北戴河外国专家休养所院内[5]。始建于1900年。现建筑建于1941年，欧式建筑风格，整个别墅拥有占地5亩的独立小院，建筑面积692.50平方米，平面为不规则长方形，坐西朝东，主体建筑为地下一层，地上两层，局部三层，面阔9间，进深4间，毛石基础、墙体，陶瓦屋顶，木质梁架，外墙由粗毛大理石砌成，设有取暖壁炉和休闲外廊。站在二楼走廊可见海上日出。附属建筑地上一层4间。原房主布吉瑞是比利时人。1954年国务院外国专家局从其手中购得该别墅，供中外专家暑期休养用。傅作义曾在此居住[3]。2010年代正由友谊宾馆使用。
- 美国·狄姓别墅（Villa of Family Dee）[註 2]：秦皇岛市北戴河区文物保护单位[5]。位于东海滩路8号（旧门牌是康乐路25号[5]）。建于20世纪初，欧式建筑风格，建筑面积225.07平方米。高台、敞廊、红屋顶，具有典型的北戴河老别墅建筑特征。狄姓家庭是美国人。2010年代正由东海滩花园（中共河北省委组织部培训基地、河北省老干部北戴河休养所）使用。
- 美国·布德马别墅（Buddymar Villa）[註 2]：位于东海滩路8号。建于20世纪初，欧式建筑风格，建筑面积250平方米。高台、敞廊、红屋顶，具有典型的北戴河老别墅建筑特征。布德马是美国人。2010年代正由东海滩花园（中共河北省委组织部培训基地、河北省老干部北戴河休养所）使用。
- 美国·美利德别墅（Merrid Villa）[註 2]：秦皇岛市北戴河区文物保护单位[5]。位于东海滩路8号（旧门牌是康乐路24号[5]）。建于20世纪初，欧式建筑风格，建筑面积240.43平方米。高台、敞廊、红屋顶，具有典型的北戴河老别墅建筑特征。美利德是美国人。2010年代正由东海滩花园（中共河北省委组织部培训基地、河北省老干部北戴河休养所）使用。
- 英国·康木恩别墅（Canmune Villa）[註 2]：又称康牧师别墅，秦皇岛市北戴河区文物保护单位[5]。位于东海滩路8号（旧门牌是康乐路21号[5]）。建于20世纪初，欧式建筑风格，建筑面积187.99平方米。高台、红屋顶，具有典型的北戴河老别墅建筑特征。康木恩是英国人。2010年代正由东海滩花园（中共河北省委组织部培训基地、河北省老干部北戴河休养所）使用。
- 美国·杜维义别墅[註 2]：秦皇岛市北戴河区文物保护单位[5]。位于东海滩路8号（旧门牌是康乐路13号[5]）。建于20世纪初，欧式建筑风格，建筑面积218.30平方米。杜维义是美国人。2010年代正由东海滩花园（中共河北省委组织部培训基地、河北省老干部北戴河休养所）使用。
- 英国·艾礼门别墅[註 2]：秦皇岛市北戴河区文物保护单位[5]。位于东海滩路8号（旧门牌是康乐路12号[5]）。建于20世纪初，欧式建筑风格，建筑面积166.22平方米。艾礼门是英国人。2010年代正由东海滩花园（中共河北省委组织部培训基地、河北省老干部北戴河休养所）使用。
- 美国·吴姓别墅：已由文化行政管理部门登记公布为近代建筑，尚未核定为文物保护单位。旧门牌是康乐路23号[5]。
- 卢慕斋别墅（3幢）：2004年3月4日公布为秦皇岛市北戴河区文物保护单位[5]。位于东坡路1号（旧门牌是康乐路28、29、30号[5]）。建于1920年代。由卢慕斋购地兴建。1925年，卢慕斋捐款兴办北戴河海滨单庄小学。他还多次捐助北戴河的公益事业。2010年代正由华北油田疗养院使用。
- 卢家花园双亭：已由文化行政管理部门登记公布为近代建筑，尚未核定为文物保护单位。位于康乐路[5]。
- 卢家花园圆亭：已由文化行政管理部门登记公布为近代建筑，尚未核定为文物保护单位。位于康乐路[5]。
- 美国·东伯立别墅：已由文化行政管理部门登记公布为近代建筑，尚未核定为文物保护单位。旧门牌是康乐路31号[5]。
- 英国·毕牧师别墅：已由文化行政管理部门登记公布为近代建筑，尚未核定为文物保护单位。旧门牌是康乐路32号[5]。2010年代正由友谊宾馆使用。
- 伦敦教会别墅：已由文化行政管理部门登记公布为近代建筑，尚未核定为文物保护单位。旧门牌是康乐路33号[5]。
- 美国·康皮里别墅：已由文化行政管理部门登记公布为近代建筑，尚未核定为文物保护单位。旧门牌是康乐路34号[5]。
- 波兰·富瑞根别墅：已由文化行政管理部门登记公布为近代建筑，尚未核定为文物保护单位。旧门牌是康乐路35号[5]。
- 美国·方牧师别墅：已由文化行政管理部门登记公布为近代建筑，尚未核定为文物保护单位。旧门牌是康乐路37号[5]。
- 美国·魏大夫别墅：已由文化行政管理部门登记公布为近代建筑，尚未核定为文物保护单位。旧门牌是康乐路38号[5]。
- 美国·林森别墅（1）：已由文化行政管理部门登记公布为近代建筑，尚未核定为文物保护单位。旧门牌是康乐路39号[5]。
- 美国·林森别墅（2）：已由文化行政管理部门登记公布为近代建筑，尚未核定为文物保护单位。旧门牌是康乐路40号[5]。
- 马炳南别墅：已由文化行政管理部门登记公布为近代建筑，尚未核定为文物保护单位。旧门牌是康乐路42号[5]。
- 杜成恩别墅：已由文化行政管理部门登记公布为近代建筑，尚未核定为文物保护单位。旧门牌是康乐路43号[5]。
- 美国·爱温斯别墅：已由文化行政管理部门登记公布为近代建筑，尚未核定为文物保护单位。旧门牌是康乐路44号[5]。
- 英国·汤姆斯别墅：已由文化行政管理部门登记公布为近代建筑，尚未核定为文物保护单位。旧门牌是渊明路2号[5]。
- 美国·科立木别墅：已由文化行政管理部门登记公布为近代建筑，尚未核定为文物保护单位。旧门牌是渊明路5号[5]。
- 美国·甘成恩别墅：已由文化行政管理部门登记公布为近代建筑，尚未核定为文物保护单位。旧门牌是渊明路7号[5]。
- 美国·雷尔别墅：秦皇岛市北戴河区文物保护单位。旧门牌是东坡路5号，建于1928年6月，建筑面积380.41平米。雷尔教授是美国人。2000年代正由总参三部使用[5]。
- 美国·温牧师别墅（Clergyman Wen Villa）：秦皇岛市北戴河区文物保护单位。旧门牌是东坡路10号。民国建筑，建筑面积368.19平方米。温牧师是美国人。2000年代正由总参三部使用[5]。
- 美国·贺悦汉别墅（Mr. John D. Hayes Villa）：又译贺约翰别墅，秦皇岛市北戴河区文物保护单位。旧门牌是东坡路3号。民国建筑，建筑面积594.93平米。贺约翰是美国人。2000年代正由总参三部使用[5]。
- 徐维廉别墅：已由文化行政管理部门登记公布为近代建筑，尚未核定为文物保护单位。旧门牌是东坡路8号[5]。徐维廉原名徐万良，字维亨，1894年10月4日（光绪二十年九月六日）生于直隶省临榆县永安堡村（今属辽宁省绥中县）一个贫苦农民家庭。山海关教会学校毕业后被保送至北京教会中学，后考入燕京大学。1917年大学毕业后，被教会保送美国密西干大学，获历史学硕士学位。1925年学成回国，拒绝了东北大学礼聘，没去当大学教授。1926年接受美国基督教会华北美以美会委派，到距临榆上百里的昌黎汇文中学接替已回国的美国牧师康敦瑞主持校政。2000年代正由总参三部使用[5]。
- 美国·甄牧师别墅：已由文化行政管理部门登记公布为近代建筑，尚未核定为文物保护单位。旧门牌是东坡路23号。2000年代正由总参三部使用[5]。
- 聂荣臻元帅别墅：保护级别不详。2010年代时正由北京军区作为宾馆使用。
- 史良休养楼：保护级别不详。
- 章伯钧休养别墅：保护级别不详。
- 许老夫人别墅：保护级别不详。许老夫人是张学良之弟张学思的母亲。
- 李济深休养别墅：保护级别不详。
- 许德珩休养楼：保护级别不详。
- 宋庆龄休养别墅：保护级别不详。
- 李宗仁休养别墅：保护级别不详。曾是李宗仁和妻子胡友松到北戴河休养的场所。
- 邓小平休养别墅：保护级别不详。位于中直疗养院内。从“文革”后复出到1992年最后一次下海游泳，几乎每年夏季邓小平都到北戴河休养并处理政务。1983年夏，邓小平在北戴河听取中共西藏自治区党委书记阴法唐汇报后，拍板建设青藏铁路。1983年，邓小平在北戴河听取公安部部长刘复之关于全国各地治安问题严重的汇报，决定开展严打。1985年8月，邓小平在北戴河会见英国培格曼出版公司董事长罗伯特·马克斯韦尔，获马克斯韦尔赠送一本羊皮烫金精装英文版《邓小平文集》。邓小平曾居住过的中直疗养院和垂钓过的碧螺塔垂钓处均保持原貌并修葺，中直疗养院内邓小平住所原貌保存完好，各种曾使用的物品仍存放原处。
- 林彪休养别墅：保护级别不详。位于东联峰山莲花石旁，故名莲花石别墅，又因在北戴河中直管理处别墅楼中排序为96号（毛泽东居住的别墅为95号），又名96号楼，当地百姓俗称林彪楼。1971年林彪一家便是从这里出逃，自山海关机场起飞[10]。

……
已毁的著名近代建筑有：
- 德国·毕尔夫别墅：位于联峰山公园的龙山上。是德国海德堡式二层建筑，是北戴河最早的别墅。原主人是史德华，后来转让给毕尔夫。1924年，田中玉买下此别墅及周围300多亩山林。日本侵占冀东后，鉴于该别墅地理位置便于了望沿海，田中玉白天常派人来此值班。后来田中玉怕落下资敌罪名，便派管家赵雨夜将别墅烧毁，留下一片废墟。
- 英国·甘林别墅：位于联峰山东峰鸡冠山。甘林原名坎德林·乔治·托马斯（Condlin George Thomas），又译甘淋、甘陵，原为英国偕我会教工。1978年25岁到中国，通中文，喜中国文化，会写中文文章。先后在华北、天津、武定、唐山等地传教。来北戴河海滨后，租下联峰山东峰鸡冠山约400亩的全部山地，并在租地上盖起两座别墅，1896年别墅建成后，鸡冠山更名为甘林山，其别墅称甘林别墅。甘林一生大部分在中国度过，60岁后定居北戴河，在联峰山度过余生，终年71岁[7]。
- 美国·辛柏森别墅：人称“怪楼”。位于北戴河海滨东山园艺场院内。外型为七角八面，木制门窗，共有44门、46窗，外墙用花岗岩砌筑，楼顶各角突出尖形墙垛。楼体共四层，底层为地下室，室中央有一眼水井；二层（一楼）13间房，室内平面和室外地面齐平，正面有凸出楼外的花室、养鱼池、假山等。三层（二楼）9间房，作为卧室、书房等。四层（三楼）周围是凉台，中间凸起圆顶，用薄石鳞片覆盖。此楼楼小室多，一日之内时刻都能享受来自各方向的阳光。别墅的主人辛柏森是美国人，林学博士，1928年受美国卫斯理宗美以美会派遣，到北戴河创办园艺场，1940年回国。1936年，辛柏森亲自设计了该别墅，由当地建筑师苏全仁主持建造。辛柏森别墅因诡谲多姿，成为北戴河海滨独特风景。文革期间该别墅被拆除。1991年，在黑石路上设计修建了“怪楼奇园”，是仿照辛柏森别墅的建筑风格建设，园名“怪楼奇园”由华君武题写，占地110.8亩，建筑面积999平方米，设置奇景、怪景99处。
- 周学熙别墅：又称趣园。位于东联峰山西麓。周学熙出任开平矿务局总办不久，便受上司、北洋大臣裕禄委派，会同津海关道李琛、候补道王修植、海关税务司杜维德等官员来北戴河勘定各国人士避暑地的地域，最终确定为“戴河以东至金山嘴沿海向内三里及往东北至秦皇岛对面。”光绪二十四年（1898年）清政府勘定秦皇岛东山自北戴河赤土山为自办通商口岸。光绪二十五年二月，北洋大臣裕禄委任周学熙于秦皇岛设临抚通商口岸清地局。中华民国成立后，受袁世凯之托，周学熙两次任财政总长。1916年，周学熙来北戴河，开始创建“趣园”。趣园地处东联峰山西麓、河东寨村东北一块左右有溪沟的高地，面海背山，具有中国园林格局和建筑特色。别墅建筑不高，墙用花岗岩堆砌，窗多花饰，红瓦铺顶，院内有花坛、假山、荷池、石舟等等。趣园是中国人在北戴河海滨最早修建的别墅之一，后为周学熙晚年主要活动场所。其父周馥、其子周志俊及子女等人都曾在趣园栖息。1922年，周学熙在秦皇岛开创中外合资企业耀华玻璃厂。1941年，日军侵占北戴河，同年夏季周志俊携子女重游北戴河，见趣园已面目全非，庭院房屋均被士兵占用，十分残破，回天津后向周学熙报告了情况[11]。趣园现已无存。其旧址2000年代正位于中国人民解放军总参谋部疗养院内[3]。
- 霞飞馆：是“咖啡馆”的谐音。位于北戴河第一座公园“莲花石公园”内，木架结构，茅草顶，造型古朴，供游人饮宴。康有为曾在此赋诗：“暮卷涛声看海浴，朝飞霞翠挹山研。东山月出西山雨，士女嬉游化乐天。”霞飞馆在中华人民共和国成立前便已因失火焚毁[2]。